# Cantón de Roquestéron
El cantón de Roquestéron era una división administrativa francesa que estaba situada en el departamento de Alpes Marítimos y la región de Provenza-Alpes-Costa Azul.

## Composición
El cantón estaba formado por nueve comunas:
- Bonson
- Cuébris
- Gilette
- Pierrefeu
- Revest-les-Roches
- Roquestéron
- Sigale
- Toudon
- Tourette-du-Château

## Supresión del cantón de Roquestéron
En aplicación del Decreto n.º 2014-227 de 24 de febrero de 2014, el cantón de Roquestéron fue suprimido el 22 de marzo de 2015 y sus 9 comunas pasaron a formar parte del nuevo cantón de Vence.